# Delta Ceti
Delta Ceti (δ Cet / δ Ceti) è una stella bianco-azzurra nella sequenza principale di magnitudine 4,07 situata nella costellazione della Balena. Dista 647 anni luce dal sistema solare.

## Osservazione
Si tratta di una stella situata nell'emisfero celeste boreale, ma molto in prossimità dell'equatore celeste; ciò comporta che possa essere osservata da tutte le regioni abitate della Terra senza alcuna difficoltà e che sia invisibile soltanto nelle aree più interne del continente antartico. Nell'emisfero nord invece appare circumpolare solo molto oltre il circolo polare artico. Essendo di magnitudine 4,1, la si può osservare anche dai piccoli centri urbani senza difficoltà, sebbene un cielo non eccessivamente inquinato sia maggiormente indicato per la sua individuazione.
Il periodo migliore per la sua osservazione nel cielo serale ricade nei mesi compresi fra settembre e febbraio; da entrambi gli emisferi il periodo di visibilità rimane indicativamente lo stesso, grazie alla posizione della stella non lontana dall'equatore celeste.

## Caratteristiche fisiche
La stella è una subgigante blu con massa che è stimata essere quasi 9 volte quella solare, giusto al limite oltre il quale una stella termina la propria esistenza in supernova. È oltre 5000 più luminosa, includendo la radiazione ultravioletta che una stella così calda emette, ed è classificata come variabile Beta Cephei con periodi di variabilità multipli.
È caratterizzata da una magnitudine assoluta di -2,42 e la sua velocità radiale positiva indica che la stella si sta allontanando dal sistema solare.